# Italo Calvino
Italo Calvino (Santiago de Las Vegas de La Habana, 15 ottobre 1923 – Siena, 19 settembre 1985) è stato uno scrittore e paroliere italiano.
Intellettuale di grande impegno politico, civile e culturale, è stato uno dei narratori italiani più importanti del secondo Novecento. 
Ha seguito molte delle principali tendenze letterarie a lui coeve, dal neorealismo al postmoderno, passando per il fantasy umoristico e la fantascienza umoristica, ma tenendo sempre una certa distanza da esse e svolgendo un percorso di ricerca personale e coerente. Di qui l'impressione contraddittoria che possano offrire la sua opera e la sua personalità: da un lato una grande varietà di atteggiamenti che riflette il succedersi delle poetiche e degli indirizzi culturali nel quarantennio fra il 1945 e il 1985; dall'altro, invece, una sostanziale unità determinata da un atteggiamento ispirato a un razionalismo più metodologico che ideologico, dal gusto dell'ironia, dall'interesse per le scienze e per i tentativi di spiegazione del mondo, nonché, sul piano stilistico, da una scrittura sempre cristallina e a volte, è stato sostenuto, classica.
I numerosi campi d'interesse toccati dal suo percorso letterario sono meditati e raccontati attraverso capolavori quali la trilogia de I nostri antenati, Marcovaldo, Le cosmicomiche, Se una notte d'inverno un viaggiatore, uniti dal filo conduttore della riflessione sulla storia e la società contemporanea. Dall'inizio della sua carriera sino alla morte, Calvino scrisse circa duecento racconti.
Inoltre, come componente dei Cantacronache, fu anche autore di testi di canzoni: alcune di esse, come Dove vola l'avvoltoio? e Oltre il ponte sono state in seguito reinterpretate da molti artisti.

## Biografia
(Italo Calvino nella lettera a Germana Pescio Bottino, 9 giugno 1964)

### Origini familiari e infanzia cubana (1923-1925)

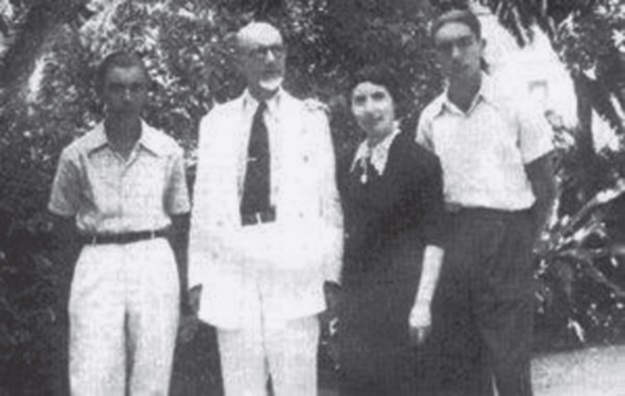
Italo e Floriano Calvino con i genitori nel giardino di villa Meridiana nel 1941

Italo Calvino nasce il 15 ottobre 1923 a Santiago de las Vegas, a Cuba, da genitori italiani. Il padre Mario Calvino, agronomo, era nato quarantacinque anni prima in Italia a Sanremo. Emigrò nel 1909 in Messico, dove rivestiva importanti funzioni per conto del Ministero dell’Agricoltura, e solo successivamente nel 1917 si trasferì a Cuba. La madre, Eva Mameli, era originaria di Sassari. Dopo aver lavorato come assistente presso la cattedra di botanica nell'Università di Pavia ottenne la libera docenza nel 1915, diventando così la prima donna in Italia a ricoprire una cattedra di botanica generale. Dopo la prima guerra mondiale, Eva e Mario, già conosciutisi nel 1920 durante un soggiorno in patria, approfondiscono il loro rapporto finché la donna accetta di sposare l'agronomo e seguirlo a Cuba, dove questi dirige una stazione agronomica sperimentale per la produzione di canna da zucchero.
Di Cuba Calvino non ha nessun ricordo, come egli stesso afferma nella sintetica biografia scritta per il volume Ritratti su misura: "Della mia nascita d'oltremare conservo solo un complicato dato anagrafico (che nelle brevi note bio-bibliografiche sostituisco con quello più "vero": nato a Sanremo), un certo bagaglio di memorie familiari, e il nome di battesimo che mia madre, prevedendo di farmi crescere in terra straniera, volle darmi perché non scordassi la patria degli avi, e che invece in patria suonava bellicosamente nazionalista."
Nel 1925 i coniugi Calvino decidono di ritornare in Italia. Secondo lo stesso autore, tuttavia, il rientro in patria era già stato programmato in precedenza, ma rinviato per l'attesa della sua nascita. La famiglia si stabilisce a Sanremo dove il padre era responsabile della Stazione sperimentale di floricoltura "Orazio Raimondo"; in tale periodo fu utilizzato anche il parco della villa di famiglia "La meridiana" per svolgere studi sperimentali su colture floreali.

### La fanciullezza (1925-1933)

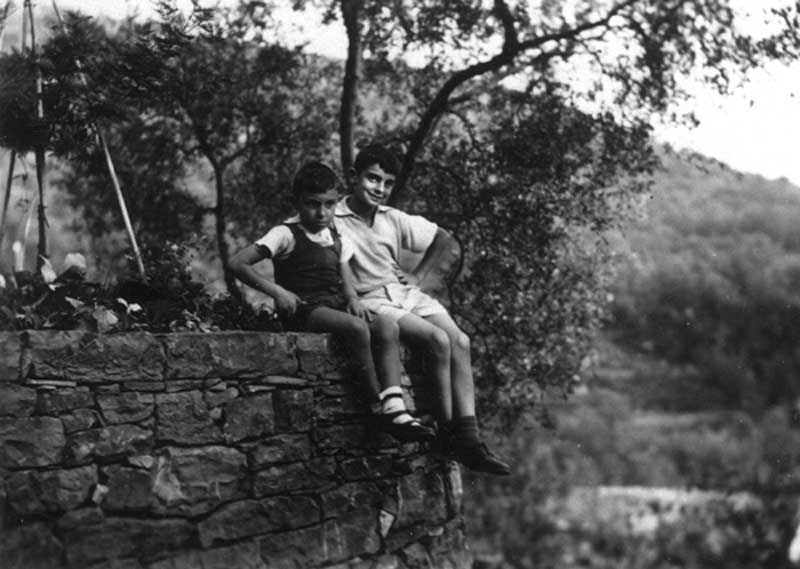
I fratelli Italo e Floriano Calvino nelle campagne nel giugno 1933

A Sanremo Calvino vive serenamente gli anni della fanciullezza, che egli ricorderà così: "Sono cresciuto in una cittadina che era piuttosto diversa dal resto dell'Italia, ai tempi in cui ero bambino: San Remo, a quel tempo ancora popolata di vecchi inglesi, granduchi russi, gente eccentrica e cosmopolita. E la mia famiglia era piuttosto insolita sia per San Remo sia per l'Italia d'allora: scienziati, adoratori della natura, liberi pensatori [...] mio padre, di famiglia mazziniana repubblicana anticlericale massonica, era stato in gioventù anarchico kropotkiniano e poi socialista [...] mia madre [...] di famiglia laica, era cresciuta nella religione del dovere civile e della scienza, socialista interventista nel '15 ma con una tenace fede pacifista".
Il periodo fascista non sembra inizialmente segnare in modo particolare la sua personalità né sconvolgere la serenità familiare di quegli anni. Nonostante i genitori siano intimamente e culturalmente contrari al regime fascista, la loro posizione (socialista lei e anarchico lui) sfuma nell'ambito di una generale condanna della politica. Lo scrittore, sul periodico milanese «Il Paradosso», scriverà: "Il primo ricordo della mia vita è un socialista bastonato dagli squadristi [...] è un ricordo che deve riferirsi probabilmente all'ultima volta che gli squadristi usarono il manganello, nel 1926, dopo un attentato a Mussolini. [...] Ma far discendere dalla prima immagine infantile, tutto quello che si vedrà e sentirà nella vita, è una tentazione letteraria".
Nel 1927 Italo inizia a frequentare l'asilo infantile al St. George College e nasce il fratello Floriano che diventerà geologo e docente all'Università di Genova.
I rapporti della famiglia Calvino con il fascismo sono complicati, come lo stesso Italo scrive in alcune pagine dedicate al padre. Questi, infatti, è costretto a iscriversi al Partito Nazionale Fascista e, per ottenere un incarico presso l'Università di Torino, giura fedeltà al regime. Il primo contatto personale con la cultura fascista, per Italo Calvino, arriva negli anni tra il 1929 e il 1933, quando non può sottrarsi all'esperienza di diventare balilla, obbligo esteso anche agli allievi delle scuole valdesi frequentate dal piccolo Italo. Tuttavia la sua esperienza infantile non sarà, come egli stesso scrive nel 1960, drammatica: "[...] vivevo in un mondo agiato, sereno, avevo un'immagine del mondo variegata e ricca di sfumature contrastanti, ma non la coscienza di conflitti accaniti".

### La prima formazione (1934-1938)

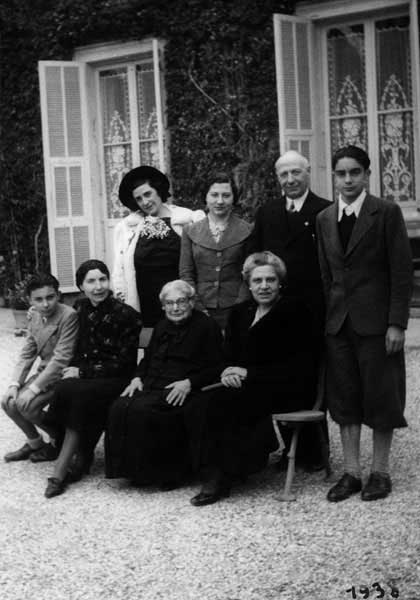
Gruppo di famiglia nel giardino della villa nel 1938: Italo è il primo da destra

Nel 1934, superato l'esame d'ammissione, frequenta il liceo statale Gian Domenico Cassini di Sanremo, dove sarà esonerato dalle lezioni di religione, come richiesto dai genitori.
La famiglia Calvino non ha una fede religiosa e per quei tempi manifestare un certo atteggiamento agnostico comportava almeno l'appellativo di "anticonformisti". Segno che Calvino ricorderà poi quale elemento di formazione importante, per averlo presto reso avvezzo ai sentimenti della tolleranza e della diversità, con la conseguenza di predisporlo al costante confronto con le ragioni dell'altro. "Non credo che questo mi abbia nuociuto: ci si abitua ad avere ostinazioni nelle proprie abitudini, a trovarsi isolati per motivi giusti, a sopportare il disagio che ne deriva, a trovare la linea giusta per mantenere posizioni che non sono condivise dai più. Ma soprattutto sono cresciuto tollerante verso le opinioni altrui, particolarmente nel campo religioso [...]. E nello stesso tempo sono rimasto completamente privo di quel gusto dell'anticlericalismo così frequente in chi è cresciuto in mezzo ai preti".
In questi anni, grazie a Il libro della giungla di Rudyard Kipling, il giovane Calvino si avvicina alla lettura di opere letterarie che stimolano il suo interesse verso lo "spirito d'ironia sistematica" che trova nelle pagine delle riviste umoristiche come "Bertoldo", "Marc'Aurelio", "Settebello" libere dalla retorica del regime. Si diverte a disegnare vignette e fumetti e si appassiona al cinema. "Ci sono stati anni in cui andavo al cinema quasi tutti i giorni e magari due volte al giorno, ed erano gli anni tra diciamo il Trentasei e la guerra, l'epoca insomma della mia adolescenza".
Sono questi i semi culturali e storici di quella formazione che il giovane Calvino più tardi tradurrà in una scrittura capace di spaziare dalla saggistica politica a quella letteraria e teatrale; dal racconto impegnato, a quello ironico e umoristico; dalla pungente critica sociale, alla sceneggiatura di testi teatrali, finanche alla composizione di poesie.
Ma proprio quando l'età gli darebbe occasione di gustare appieno quella grande ricchezza cosmopolita e culturale che si addensa nel circondario di Sanremo in quegli anni, la guerra mondiale sconvolge la vita di provincia, e destina Calvino a una serie di vicissitudini, dai toni anche drammatici, capaci però di saldarsi con l'apertura di vedute maturata nell'infanzia, forgiando così l'impegno politico che Calvino esprimerà in forma di partecipazione e di scrittura.
L'estate in cui Calvino afferma di uscire dall'infanzia definitivamente, per diventare un giovane spensierato, è quella del 1938, preludio allo scoppio della guerra. "L'estate in cui cominciavo a prender gusto alla giovinezza, alla società, alle ragazze, ai libri, era il 1938: finì con Chamberlain e Hitler e Mussolini a Monaco. La "belle époque" della Riviera era finita".

### L'adolescenza (1938-1943)
(Italo Calvino, Oltre il ponte)
La posizione ideologica di Calvino non ha, fino allo scoppio della guerra, come egli stesso dichiara, un indirizzo ben definito. "Fino a quando non scoppiò la seconda guerra mondiale, il mondo mi appariva un arco di diverse gradazioni di moralità e di costume, non contrapposte ma messe l'una a fianco dell'altra [...]. Un quadro come questo non imponeva affatto delle scelte categoriche come può sembrare ora". Scopre in questo periodo l'interesse per la scrittura e inizia a scrivere poesie, brevi racconti, testi teatrali e coltiva la passione per il disegno, soprattutto per la caricatura e la vignetta. Tra la primavera e l'estate del 1940 alcune sue vignette saranno pubblicate, con la firma di Jago, sul Bertoldo di Giovannino Guareschi nella rubrica Il Cestino.
Dopo aver completato gli studi presso il ginnasio-liceo Gian Domenico Cassini, si iscrive alla facoltà di Agraria presso l'Università di Torino dove il padre era docente incaricato di Agricoltura tropicale. Sostiene con successo ma senza convinzione quattro esami del primo anno, senza però inserirsi nell'ambiente universitario, rimanendo estraneo ai fermenti che stanno maturando nell'ambiente dei Guf e continuando a coltivare quelli che sempre più marcatamente appaiono come i suoi veri interessi: la letteratura, il cinema, il teatro. Scrive alcune recensioni di film e nell'estate del 1941 il "Giornale di Genova" gliene pubblicherà un paio tra cui quella di San Giovanni decollato che vede come protagonista Totò.
Scrive nel 1942 La commedia della gente, un lavoro presentato al concorso del Teatro Nazionale dei GUF (Gruppi Universitari Fascisti) di Firenze che sarà in seguito segnalata dalla giuria: il dattiloscritto, che Calvino inviò alla rivista forlivese Pattuglia, nello stesso anno, raccoglie i suoi primi racconti giovanili con il nome di Pazzo io o pazzi gli altri, che presenterà alla casa editrice Einaudi ma senza successo: in essi parla di un "ordigno incommensurabile" che avrebbe spazzato via l'umanità, anticipando di qualche anno l'impiego delle bombe atomiche. L'ambiente culturale di Torino, che Calvino frequenta assiduamente, ed i fermenti politici di contrapposizione al regime, più che mai vivi nell'ambiente torinese, fondono in lui letteratura e politica. Grazie all'amicizia ed ai suggerimenti di Eugenio Scalfari (già suo compagno al liceo), focalizza i suoi interessi sugli aspetti etici e sociali che coltiva nelle letture di Montale, Vittorini, Pisacane.
Nel 1943 si trasferisce alla facoltà di Agraria e Forestale di Firenze, dove sostiene pochi esami. Frequentatore assiduo della biblioteca del Gabinetto Vieusseux, comincia a definire in modo più preciso le sue scelte politiche. Nel campo militare di Mercatale di Vernio, gli giunge la notizia dell'incarico dato a Pietro Badoglio di formare un nuovo governo e viene a conoscenza della destituzione e dell'arresto di Mussolini. Il 9 agosto 1943 torna a Sanremo. Dopo l'otto settembre, per sfuggire alla leva della repubblica di Salò, trascorre diversi mesi nascosto cercando di allontanare il senso di solitudine con intense letture che influenzeranno la sua vocazione di scrittore.

### La Resistenza (1944-1945)
All'indomani dell'uccisione del giovane medico e comandante partigiano Felice Cascione per mano fascista, avvenuta nel gennaio del 1944, Calvino aderisce assieme al fratello Floriano alla seconda divisione d'assalto partigiana "Garibaldi" intitolata allo stesso Cascione. Egli, in una risposta al questionario di un periodico milanese, "Il Paradosso", si definisce un anarchico: "La mia scelta del comunismo non fu affatto sostenuta da motivazioni ideologiche. Sentivo la necessità di partire da una "tabula rasa" e perciò mi ero definito anarchico [...]. Ma soprattutto sentivo che in quel momento quello che contava era l'azione; e i comunisti erano la forza più attiva e organizzata". Ma proprio grazie all'esperienza di quegli anni di clandestinità imparerà ad ammirare l'organizzazione partigiana comunista, oltre alla particolare forza di spirito che animava i suoi uomini.
In una lettera all'amico Eugenio Scalfari dirà: "La mia vita in quest'ultimo anno è stato un susseguirsi di peripezie [...] sono passato attraverso una inenarrabile serie di pericoli e di disagi; ho conosciuto la galera e la fuga, sono stato più volte sull'orlo della morte. Ma sono contento di tutto quello che ho fatto, del capitale di esperienze che ho accumulato, anzi avrei voluto fare di più". Il 17 marzo 1945, quando ormai gli Alleati sono in Italia, Calvino è protagonista attivo nella battaglia di Bajardo, una delle ultime battaglie partigiane. Ricorderà l'evento nel racconto Ricordo di una battaglia, scritto nel 1974 (il suo nome da partigiano era "Santiago", dal nome del paesino cubano, dove egli era nato 20 anni prima).
L'esperienza partigiana sarà alla base del suo primo romanzo, Il sentiero dei nidi di ragno, e della raccolta di racconti Ultimo viene il corvo. Nonostante lo stile neorealistico di questi romanzi giovanili, profondamente differente da quello del Calvino maturo e successivamente abbandonato, sono tuttavia già presenti, sia pure allo stadio embrionale, alcuni elementi che caratterizzeranno la produzione successiva, in particolare la dimensione fantastica e la visione dal punto di vista del narratore, nel primo romanzo gli occhi di un bambino.

### L'impegno nel secondo dopoguerra (1945-1958)
Dopo la Liberazione, mentre la sua inclinazione anarchica e libertaria non affievolisce, in lui va costruendosi un'ampia e complessa visione del mondo che non cede a semplificazioni politiche e sociali. Non esalta l'idea comunista sotto il profilo culturale e filosofico. Matura, ciò nonostante, l'esigenza di organizzare forme politiche e strutture sociali a difesa dei diritti, della dignità umana e della libertà. Con questo spirito aderisce al Partito Comunista Italiano e ne diviene attivista e quadro, esprimendo la sua partecipazione con interventi di carattere politico e sociale, su quotidiani e periodici culturali, oltre che nelle sedi istituzionali del partito.
Si iscrive alla facoltà di lettere di Torino, accedendo direttamente al III anno, grazie alla legislazione postbellica in favore dei partigiani ed ex combattenti. Conosce Cesare Pavese che diverrà sua guida culturale ed umana, oltre che "primo lettore" delle sue opere. Scrive Angoscia in caserma ed inizia una collaborazione con Il Politecnico, periodico diretto da Elio Vittorini. Tra il 1946 ed il 1947 compone Campo di mine, vincitore di un concorso letterario indetto da l'Unità, ed una serie di racconti che saranno poi messi assieme in Ultimo viene il corvo pubblicato nel 1949. Tra l'estate e il 31 dicembre 1946, per concorrere al Premio Mondadori per un inedito, scrive il primo romanzo Il sentiero dei nidi di ragno. Dopo la laurea nel 1947, che consegue con una tesi su Joseph Conrad, inizia una collaborazione con l'Einaudi, curandone l'ufficio stampa. Il rapporto con la casa editrice sarà centrale nelle attività di Calvino, anche se talvolta intermittente ma ricco di incarichi sempre diversi e via via più importanti. Durerà fino al 1961, momento in cui si trasformerà in consulenza editoriale esterna.
Le attività culturali si intensificano assieme alle conoscenze personali. A Roma frequenta l'Osteria Fratelli Menghi, noto punto di ritrovo per pittori, registi, sceneggiatori, scrittori e poeti tra gli anni '40 e '70, e personaggi come Vittorini, Natalia Ginzburg, Delio Cantimori, Franco Venturi, Norberto Bobbio e Felice Balbo.
Collabora con l'Unità e con Rinascita. Nel 1949 viene pubblicato Ultimo viene il corvo ma resta inedito Il bianco Veliero. Scrive interventi politico-sociali e di saggistica letteraria, su diverse riviste culturali, tra cui Officina, Cultura e realtà, Cinema Nuovo, Botteghe Oscure, Paragone, oltre che sul già citato Il Politecnico di Vittorini. Sulle riviste pubblica anche brevi racconti, fra cui La formica argentina e le prime novelle di Marcovaldo. Nello stesso anno ad aprile partecipa al congresso dei Partigiani della pace di Parigi, cosa che implicherà il divieto d'ingresso in Francia per molti anni (si veda la lettera ai genitori del 13 aprile 1949). Nel mese di agosto del 1950 Cesare Pavese si uccide e Calvino perde così un amico e un maestro. Ne rimane sconvolto poiché Pavese era da lui sentito uomo forte di carattere e di temperamento risoluto. Gli resta il profondo rammarico per non aver intuito il dramma dell'amico. I suoi viaggi sporadici si infittiscono e fra ottobre (in cui il 25 muore il padre per una bronchite) e novembre 1951 visita l'Unione Sovietica, dandone puntuale resoconto nel Taccuino di viaggio in URSS di Italo Calvino, con cui vince il premio Saint Vincent. Scrive il romanzo I giovani del Po e, quasi di getto, Il visconte dimezzato. Nell'estate del 1952 segue l'inviato de La Stampa Polo Monelli ad Helsinki per i Giochi della XV Olimpiade, scrivendo articoli di colore per L'Unità.
Tra il 1953 e il 1954 tenta un romanzo di ampio respiro, La collana della regina (pubblicato sotto forma di racconto nella raccolta Prima che tu dica «Pronto»), mentre lavora assiduamente a un progetto nuovo che lo appassiona particolarmente. Si tratta delle Fiabe italiane, rimaneggiamento e raccolta di antiche fiabe popolari, pubblicate nel novembre del 1956.
Dal 1955 al 1958 ha una relazione con l'attrice Elsa De Giorgi, moglie di Sandrino Contini Bonacossi. Dei due amanti esiste un carteggio conservato dal 1994 nel Fondo Manoscritti di Pavia e in parte pubblicato dalla stessa De Giorgi per dimostrare l'influenza di quella relazione sul percorso intellettuale e artistico dello scrittore. L'epistolario, tenuto segreto per 25 anni, è stato definito dalla studiosa Maria Corti come il «più bello del Novecento italiano».
Sul versante dell'impegno politico, l'idea di società maturata con gli anni non cancella il suo spirito anarchico e libertario, anzi lo arricchisce e lo caratterizza nella forma di precisi interventi critici in occasione del XX Congresso del PCUS del 1956. Calvino esprime il dissenso per certi aspetti che la politica sovietica va prendendo, soprattutto in ragione della libera espressione e circa l'importanza della forma democratica, e non risparmia critiche neppure ad una certa chiusura culturale dei dirigenti del PCI, né a talune pratiche interne all'apparato. L'idea di un nuovo PCI riformato e rifondato, che ispira Calvino, è dichiaratamente di matrice giolittiana. La disillusione è però incolmabile già solo pochi mesi dopo il Congresso, e la sua adesione, convinta, al partito comunista di Togliatti viene meno quando l'Armata Rossa invade l'Ungheria e dopo la denuncia dei crimini commessi da Stalin fatta da Nikita Chruščëv. Con i fatti di Poznań e quelli di Budapest matura in Calvino la decisione di abbandonare definitivamente il partito comunista.
Il 1º agosto 1957 formalizzerà con una lettera al Comitato Federale di Torino le proprie dimissioni dal PCI, seguite a quelle di Antonio Giolitti. Spesso interviene su una rivista di intellettuali dissidenti "Città aperta", a conferma che l'amarezza maturata a seguito di certe scelte del partito non degrada in qualunquismo, ma si fa critica puntuale e propositiva. Tra il 1957 e il 1958 si viene a creare quell'articolato connubio di poesie e musica che fu il Cantacronache, cui Calvino partecipò scrivendo i testi di alcune delle più famose canzoni (Dove vola l'avvoltoio?, Oltre il ponte, Sul verde fiume Po, Canzone triste, tutte messe in musica da Sergio Liberovici per il quale aveva anche scritto il libretto per l'opera La panchina, a partire da un episodio del Marcovaldo).

### La maturità artistica (1958-1985)
(Italo Calvino, Le città invisibili', 1972)
Continua a scrivere ed a viaggiare e fonda con Vittorini Il Menabò. Tra il 1958 ed il 1962 pubblica La gallina di reparto, La nuvola di smog e l'antologia I racconti.
Nel 1959 pubblica il romanzo Il cavaliere inesistente e parte per un viaggio di sei mesi nelle principali località degli Stati Uniti a novembre (si troverà a New York per quattro mesi) grazie a un finanziamento della Ford Foundation, esperienza che diverrà soggetto del racconto inedito Un ottimista in America. Escono su Il Menabò il saggio La sfida al labirinto ed il racconto La strada di San Giovanni.
Ha scritto anche sulla rivista Pioniere, dal 1959 al 1961. I titoli principali pubblicati sono stati: Sul verde fiume Po (n° 14, 1959), Ultimo viene il corvo (n° 37, 1960) e Il reggimento smarrito (n° 2, 1961); quest'ultimo è stato pubblicato nuovamente sul Pioniere dell'Unità (n° 12, 1963).
All'inizio degli anni Sessanta la sua fama è ormai affermata. Spesso è chiamato per conferenze e dibattiti in ogni parte d'Europa. Nell'isola di Maiorca riceve il premio internazionale Formentor. Nel 1962, in occasione di un ciclo di incontri letterari, conosce a Parigi la sua futura moglie, la traduttrice argentina di origine ebraica Esther Judith Singer (1925-2018), detta Chichita, che lavora in organismi internazionali come l'UNESCO e l'IAEA.
Nasce in quegli anni il gruppo '63, corrente letteraria neoavanguardista, che Calvino segue con interesse pur senza condividerne l'impostazione di fondo. Pubblica i racconti La giornata d'uno scrutatore e La speculazione edilizia, inclusi in un irrealizzato progetto di trilogia sulla crisi dell'intellettuale negli anni cinquanta. A metà marzo 1963 è a Tripoli per una conferenza su Natura e storia nei romanzi di ieri e di oggi all'Istituto italiano di cultura. Nel 1964 vanno in stampa le prime cosmicomiche La distanza della Luna, Sul far del giorno, Un segno nello spazio, Tutto in punto. Poco dopo pubblica il dittico La nuvola di smog - La formica argentina.
Nel febbraio 1964 lo scrittore torna a L'Avana per sposarsi con Chichita in un ufficio notarile di Calle Obispo e con brindisi finale nel bar della piscina del loro Hotel Avana Libre. In quella occasione egli fu chiamato a fare parte della giuria del Premio Casa Las Americas, e qui conobbe il comandante Ernesto Che Guevara, al quale poi dedicò due pagine dopo la sua morte in Bolivia, le quali furono pubblicate sul numero speciale dedicato a Guevara della rivista culturale avanera Casa de Las Americas. Quando, alla fine di febbraio del 1964, Calvino tornò in Italia, a Torino e a Roma, dove si stabilirà con la moglie ed il figlio di lei, Marcello Weil, continuando a lavorare per Einaudi come consulente, si attivò per cofondare l'Associazione Nazionale di Amicizia Italia-Cuba.
Il 18 aprile 1965 nasce a Roma la figlia Giovanna Calvino (che si laureerà poi a New York, dove andrà a vivere).
Il 12 febbraio 1966 muore l'amico Elio Vittorini, al quale egli dedica il saggio Vittorini: progettazione e letteratura. Calvino traccia nel saggio il pensiero d'un intellettuale aperto e fiducioso, in dissonanza con il pessimismo letterario di quegli anni, della decadenza e della crisi.
All'indomani della morte di Vittorini, lo scrittore inaugura un periodo di meditazione, necessario forse ad elaborare il proprio vissuto, distante dal frastuono delle città e della vita pubblica.
Nell'estate del 1967 si trasferisce a Parigi per lavoro, assieme a tutta la famiglia, in una villetta dello Square de Châtillon. Qui Calvino progetta di rimanere 5 anni, collaborando con intellettuali e letterati francesi; vi resterà per 13 anni, fino al 1980, anno in cui egli ritorna a Roma con la famiglia. A Parigi segue il dibattito culturale francese ma conduce una vita pressoché in disparte, pur frequentando alcuni intellettuali parigini come Georges Perec, François Le Lionnais, Jacques Roubaud, Paul Fournel, Raymond Queneau ed aderendo al gruppo OuLiPo (fondato nel 1960). Di Queneau traduce I fiori blu, da cui la letteratura del maturo Calvino trarrà gli aspetti più umoristici ed i riferimenti cosmologici. Approfondisce la propria passione per le materie scientifiche e per il gioco combinatorio. I frutti di questo nuovo arricchimento già si manifestano nelle raccolte di racconti Le cosmicomiche (una cui prima stesura risale agli anni 1963-64) e Ti con zero, quest'ultimo vincitore del Premio Viareggio 1968: premio che però Calvino rifiuta, ritenendo ormai tali manifestazioni letterarie semplice espressione retorica, anche se, successivamente, accetterà altri premi letterari. Pubblica la prima edizione dell'antologia scolastica La lettura. Assieme a Guido Neri, Gianni Celati ed altri intellettuali, lavora al progetto per la realizzazione di una rivista sociale e letteraria a larga diffusione, destinata al grande pubblico.
Mentre Calvino era a Parigi il suo amico Che Guevara venne ucciso il 9 ottobre 1967 in Bolivia. Il 15 ottobre 1967 (il giorno del suo 44º compleanno) scrisse un articolo a lui dedicato che fu pubblicato in spagnolo nel gennaio 1968 sulla rivista cubana Casa de las Américas, nel citato numero speciale tutto dedicato al rivoluzionario. Il testo originale integrale italiano fu pubblicato in Italia solamente trent'anni dopo, nel 1998, sul primo numero della rivista Che della Fondazione Italiana Ernesto Che Guevara presieduta dall'editore romano Roberto Massari.
Tra il 1969 e il 1973 lavora ad alcuni progetti letterari e pubblica racconti e saggi su diverse riviste. Pubblica il racconto Il castello dei destini incrociati nel volume Tarocchi - Il mazzo visconteo di Bergamo e New York e i saggi Osservare e descrivere e Problema da risolvere, pubblicati nella nuova edizione del testo scolastico La lettura.
Nel 1971 scrive Gli amori difficili per la collana "Centopagine" della Einaudi. Nel 1972 vince il Premio Feltrinelli conferito dall'Accademia nazionale dei Lincei, pubblica Le città invisibili che sarà finalista al XXIII Premio Pozzale 1974 per la letteratura. In quell'anno inizia anche una collaborazione con il Corriere della Sera che durerà fino al 1979, quando inaugura la serie di racconti del signor Palomar. Pubblica due lavori autobiografici: il primo, Ricordo di una battaglia, rievoca la dura ed umanamente ricca esperienza da partigiano; l'altro, Autobiografia di uno spettatore, particolare sguardo di Calvino sul cinema, diventa prefazione a Quattro film di Federico Fellini. In questi anni fa costruire la sua villa a Roccamare, presso Castiglione della Pescaia, dove trascorrerà tutte le successive estati della sua vita.
Nel 1974 scrive due dialoghi per la serie radiofonica Le interviste impossibili (Montezuma e L'uomo di Neanderthal).
Nel 1975 inizia un altro periodo di intensi viaggi. Nella seconda metà di maggio è in Iran dove, per conto della RAI, cura la preparazione di un programma radiofonico, Le città della Persia. L'anno successivo si reca negli USA, in Messico insieme a Chichita e a novembre in Giappone, per una serie di incontri e di conferenze. Il signor Palomar in Giappone, racconto che pubblica nelle colonne del Corriere della sera, s'ispira a quei viaggi.
A Vienna, l'8 gennaio 1976, viene insignito d'un importante premio letterario europeo, dal Ministero dell'Istruzione austriaco, lo Staatspreis für Europäische Literatur.

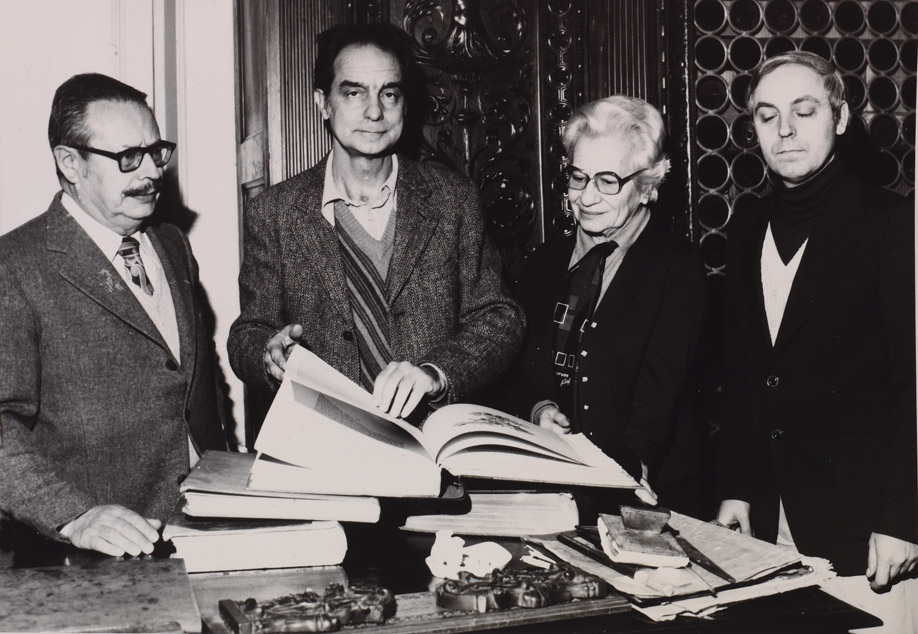
Italo Calvino che dona il fondo librario dei genitori alla biblioteca civica di Sanremo (1979)

Il 12 gennaio 1979, un anno dopo la morte della madre, avvenuta il 31 marzo 1978 a 92 anni, e venduta la villa La Meridiana, Italo e Floriano donano l'intera biblioteca dei genitori – con oltre 12.000 tra libri, riviste, opuscoli, estratti, documenti e fotografie, pubblicazioni di carattere botanico, agronomico e floricolo – alla biblioteca civica di Sanremo, dando così vita al "Fondo Mario Calvino ed Eva Mameli Calvino", volto a preservare il lavoro svolto dai due scienziati sanremesi e tenere viva la loro memoria.
Nello stesso 1979 pubblica Se una notte d'inverno un viaggiatore e inizia la sua collaborazione con il giornale La Repubblica. Chiude quasi completamente i suoi interventi di carattere politico e sociale, con l'amaro articolo L'apologo sull'onestà nel paese dei corrotti, pubblicato l'anno successivo sul quotidiano diretto da Eugenio Scalfari.
Nel 1980 Calvino, ritornato a Roma con la famiglia in una casa con terrazza ad un passo dal Pantheon sita in piazza Campo Marzio, è alla ricerca del punto di confine tra letteratura e scienze, sempre ispirato all'amico francese Queneau. Ne cura l'opera Segni cifre e lettere e ne traduce la Piccola cosmogonia portatile, redigendone anche la guida.
Nel 1981 gli viene conferita la Legion d'onore e nello stesso anno presiede la giuria della 38ª Mostra internazionale d'arte cinematografica di Venezia. Su richiesta di Adam Pollock compone un testo a carattere combinatorio, con funzione di cornice, per l'incompiuto Singspiel di Mozart Zaide
Nel 1983 esce Palomar pubblicato da Einaudi. Per la casa editrice torinese cura anche l'introduzione ad America di Franz Kafka. A causa della seria crisi in cui versa l'Einaudi, nel 1984 è costretto a pubblicare presso Garzanti Collezione di sabbia e Cosmicomiche vecchie e nuove. Nello stesso anno si reca in Argentina con la moglie, su invito della Feria Internacional del libro di Buenos Aires, incontrandosi anche con Raúl Alfonsín, da alcuni mesi eletto presidente della repubblica.
Nel 1985, durante l'estate, Calvino lavora ad una serie di conferenze (Lezioni americane, pubblicate postume) che avrebbe dovuto tenere presso l'Università di Harvard.

### La morte
Il 6 settembre 1985, all'età di sessantun anni, Calvino viene colto da un ictus nella sua villa nella pineta toscana di Roccamare, presso Castiglione della Pescaia, dove trascorreva le vacanze preparando le conferenze da pronunciare negli Stati Uniti. Ricoverato in un primo momento all'ospedale Misericordia di Grosseto, a causa delle condizioni critiche viene trasferito all'ospedale Santa Maria della Scala di Siena per essere sottoposto a un'operazione al cervello; dopo aver ripreso parzialmente conoscenza per qualche giorno, si aggrava e muore il 19 settembre 1985 a causa di una sopraggiunta emorragia cerebrale. Italo Calvino è sepolto nel cimitero-giardino di Castiglione della Pescaia. Oltre alle Lezioni americane, escono postumi anche i tre volumi Sotto il sole giaguaro, La strada di San Giovanni e Prima che tu dica pronto, tutti curati dalla vedova, Esther Chichita e da alcuni collaboratori.

## La poetica
Nella prima fase della sua produzione, collocabile all'interno del movimento neorealista, Calvino scrive il romanzo Il sentiero dei nidi di ragno e numerosi racconti raccolti nel volume Ultimo viene il corvo. Con queste opere Calvino mostra una lucida capacità rappresentativa della realtà che coniuga impegno politico e letteratura in modo spontaneo e leggero.
In questi testi lo scrittore ligure, per raccontare le storie della sua esperienza partigiana, adotta un punto di vista oggettivo, tramite il quale i suoi ricordi diventano la misura della comprensione del mondo.
Ne Il sentiero dei nidi di ragno l'intreccio è narrato dal punto di vista di Pin, un bambino, il protagonista del romanzo. Questa ricerca di oggettività, comunque, non scade mai in pura cronaca: è sempre presente la dimensione mitico-fiabesca che permette a Calvino di far intravedere la realtà sotto le spoglie del sogno.
È proprio con quest'opera che Calvino dà l'avvio all'operazione di sdoppiamento dei piani interpretativi che contraddistingue la sua produzione: da una parte il livello puramente narrativo, semplice e comprensibile da tutti i lettori, dall'altra quello ravvisabile solo dai fruitori più smaliziati.
Questa scelta è compiuta, all'inizio, su precise basi ideologiche; in seguito, con la contaminazione di forme colte e popolari, Calvino mantiene comunque la tecnica dello sdoppiamento dei livelli di lettura.

### Il periodo fantastico

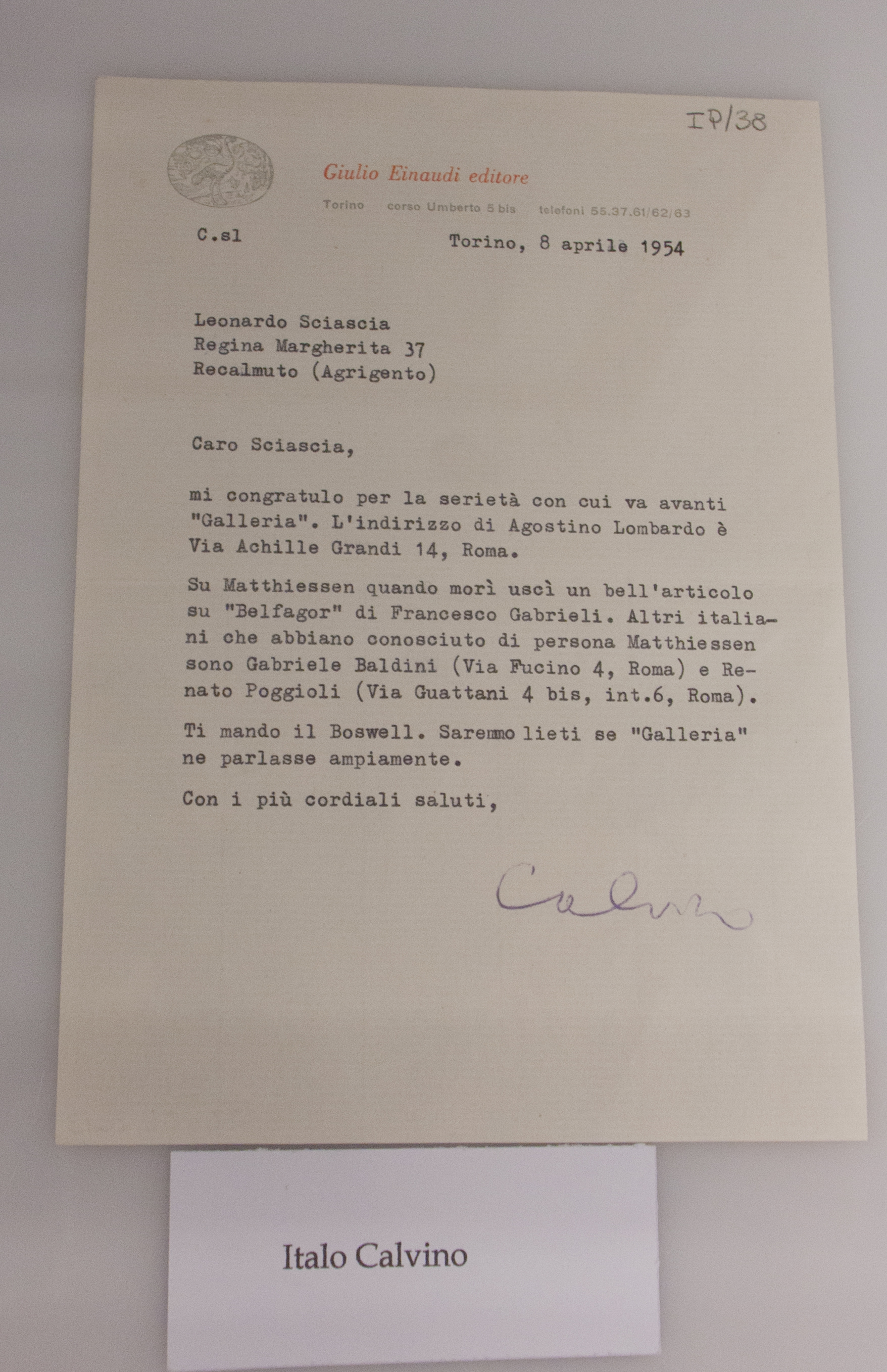
Lettera di Calvino a Sciascia

Calvino da sempre era stato attirato dalla letteratura popolare, con particolare attenzione al mondo delle fiabe.
Con Il visconte dimezzato percorre sempre di più la strada dell'invenzione fantastica: l'impianto è ormai totalmente abbandonato al fiabesco e la narrazione procede secondo due livelli di lettura: quello di immediata funzione e quello allegorico-simbolico, in cui sono presenti numerosi spunti di riflessione (contrasto tra realtà e illusione, tra ideologia ed etica, ecc.). In conclusione il romanzo invita i lettori all'equilibrio, in quanto non è possibile possedere una verità assoluta.
Anche le altre due opere della trilogia I nostri antenati mostrano caratteristiche simili. Il protagonista de Il barone rampante è un alter ego di Calvino che ormai ha abbandonato la concezione della letteratura come messaggio politico. Il cavaliere inesistente è un romanzo allegorico intriso di ironia e riferimenti all'opera di Ludovico Ariosto, in particolare l'Orlando furioso.
Accanto alla produzione allegorico-simbolica, Calvino continua comunque un tipo di narrazione che descrive la realtà quotidiana. Riprende ad esaminare il ruolo dell'intellettuale nella società, constatando la sua assoluta impotenza di fronte alle cose del mondo.
Sempre a questa fase appartengono i racconti di Marcovaldo, in due serie: più aderente a strutture fiabesche la prima (1958) mentre la seconda (1963) tratta temi urbani con toni che a volte sfiorano l'assurdo.
Nel 1963 esce anche La giornata d'uno scrutatore, in cui Calvino narra le vicende di un militante comunista che, scrutatore all'istituto Cottolengo di Torino, entra in contatto con l'irrazionale ed entra in crisi.
Nella pubblicazione Sfida al labirinto (dell'esistenza) Calvino espone le sue idee riguardo alla funzione degli intellettuali, i quali, secondo lui, devono cercare di comprendere il caos del reale per tentare di dare un senso alla vita.
Si è molto parlato dei rapporti di Calvino con la scrittura fantascientifica in opere come Le cosmicomiche o Ti con zero. Come lui stesso afferma, ha sempre amato leggere “science-fiction”, ma pensava che le sue storie fossero costruite in modo diverso: mentre la fantascienza tratta del futuro, egli si rifà ad un passato remoto, una sorta di mito delle origini. Inoltre mentre lo scrittore ligure si serve del dato scientifico per uscire dalle abitudini dell'immaginazione, la fantascienza tende ad avvicinare ciò che è lontano.
“Calvino ha voluto metaforicamente esprimere tre diverse esperienze attraverso le quali l'uomo contemporaneo possa recuperare la propria umanità. I tre romanzi descrivono infatti l'uomo moderno diviso e incapace di trovare il giusto equilibrio tra bene e male (“Il visconte dimezzato”), alienato (“Il barone rampante”), e ridotto a pura apparenza (“Il cavaliere inesistente”). “Il cavaliere inesistente” suggerisce una riflessione sulla necessità di essere, di esistere, conquista più importante e che presuppone tutte le altre”.

### Il periodo combinatorio
Intorno agli anni sessanta Calvino aderisce ad un nuovo modo di fare letteratura, intesa ora come artificio e come gioco combinatorio. Per lo scrittore ligure è necessario rendere visibile ai lettori la struttura stessa della narrazione, per accrescere il loro grado di consapevolezza.
In questa nuova fase produttiva Calvino si avvicina ad un tipo di scrittura che potrebbe essere definita combinatoria perché il meccanismo stesso che permette di scrivere assume un ruolo centrale all'interno della produzione; Calvino infatti è convinto che ormai l'universo linguistico abbia soppiantato la realtà e concepisce il romanzo come un meccanismo che gioca artificialmente con le possibili combinazioni delle parole: anche se questo aspetto può essere considerato il più vicino alla Neoavanguardia, egli se ne distanzia per uno stile ed un linguaggio estremamente comprensibili.
Questa nuova concezione di Calvino risente di numerosi influssi: lo strutturalismo e la semiologia, le lezioni parigine di Roland Barthes sull'ars combinatoria e la frequentazione del gruppo di Raymond Queneau (l'OuLiPo), la scrittura labirintica di Jorge Luis Borges nonché la rilettura del Tristram Shandy di Laurence Sterne, che definirà come il progenitore di tutti i romanzi d'avanguardia del nostro secolo.
Già nel 1967, nella conferenza intitolata Cibernetica e Fantasmi, Calvino affronta la riflessione su un'idea di letteratura come pura combinazione formale, ma il primo prodotto di questa nuova concezione della letteratura è Il castello dei destini incrociati (1969), al quale in seguito verrà aggiunto La Taverna dei destini incrociati (1973), in cui il percorso narrativo è affidato alla combinazione delle carte di un mazzo di tarocchi. Un gruppo di viandanti si incontra in un castello: ognuno avrebbe un'avventura da raccontare ma non può perché ha perduto la parola. Per comunicare allora i viandanti usano le carte dei tarocchi, ricostruendo grazie ad esse le proprie vicissitudini. Qui Calvino usa il mazzo dei tarocchi come un sistema di segni, come un vero e proprio linguaggio: ogni figura impressa sulla carta ha un senso polivalente così come lo ha una parola, il cui esatto significato dipende dal contesto in cui viene pronunciata. L'intento di Calvino è proprio di smascherare i meccanismi che stanno alla base di tutte le narrazioni, creando così un romanzo che va oltre se stesso, in quanto riflessione sulla propria natura e configurazione.
Questo gioco combinatorio è centrale anche nel successivo romanzo dello scrittore, Le città invisibili (1972), sorta di riscrittura de Il Milione di Marco Polo in cui è lo stesso mercante veneziano a descrivere a Kublai Khan le città del suo impero. Queste città però non esistono tranne che nell'immaginazione di Marco Polo, vivono solo all'interno delle sue parole. La narrazione quindi per Calvino può creare dei mondi ma non può distruggere l'inferno dei viventi che sta intorno a noi, per combattere il quale, come suggerito nella conclusione del romanzo, non si può far altro se non valorizzare quello che inferno non è.
Ne Le città invisibili l'esibizione dei meccanismi combinatori del racconto diventa ancora più esplicita che nel Castello dei destini incrociati grazie anche alla struttura stessa del romanzo, segmentata in testi brevi che si susseguono dentro una cornice. Le città invisibili infatti è composto da nove capitoli, ognuno all'interno di una cornice in corsivo nella quale avviene il dialogo tra l'imperatore dei Tartari, Kublai Khan, e Marco Polo. All'interno dei capitoli vengono narrate le descrizioni di cinquantacinque città, secondo nuclei tematici. Questa complessa costruzione architettonica è indubbiamente finalizzata alla riflessione da parte del lettore sulle modalità compositive dell'opera: in questo senso Le città invisibili è un romanzo fortemente metatestuale, poiché induce a produrre riflessioni su sé stesso e sul funzionamento della narrativa in generale.
L'opera più metanarrativa di Calvino, però, è sicuramente da considerarsi Se una notte d'inverno un viaggiatore (1979). In questo romanzo, più che altrove, Calvino mette a nudo i meccanismi della narrazione, avviando una riflessione sulla pratica della scrittura e sui rapporti tra scrittore e lettore.
I dieci inizi di racconti di cui è composto il libro corrispondono ognuno ad un diverso tipo di narrazione. Mediante questo "esercizio di stile" Calvino esemplifica quali sono i modelli e gli stilemi del romanzo moderno (da quello della neoavanguardia a quello neo-realistico, da quello esistenziale a quello fantastico surreale). Alla base del racconto c'è dichiaratamente lo schema a incastro de Le mille e una notte, all'interno del quale Calvino colloca i suggerimenti e le sollecitazioni provenienti dal romanzo contemporaneo.

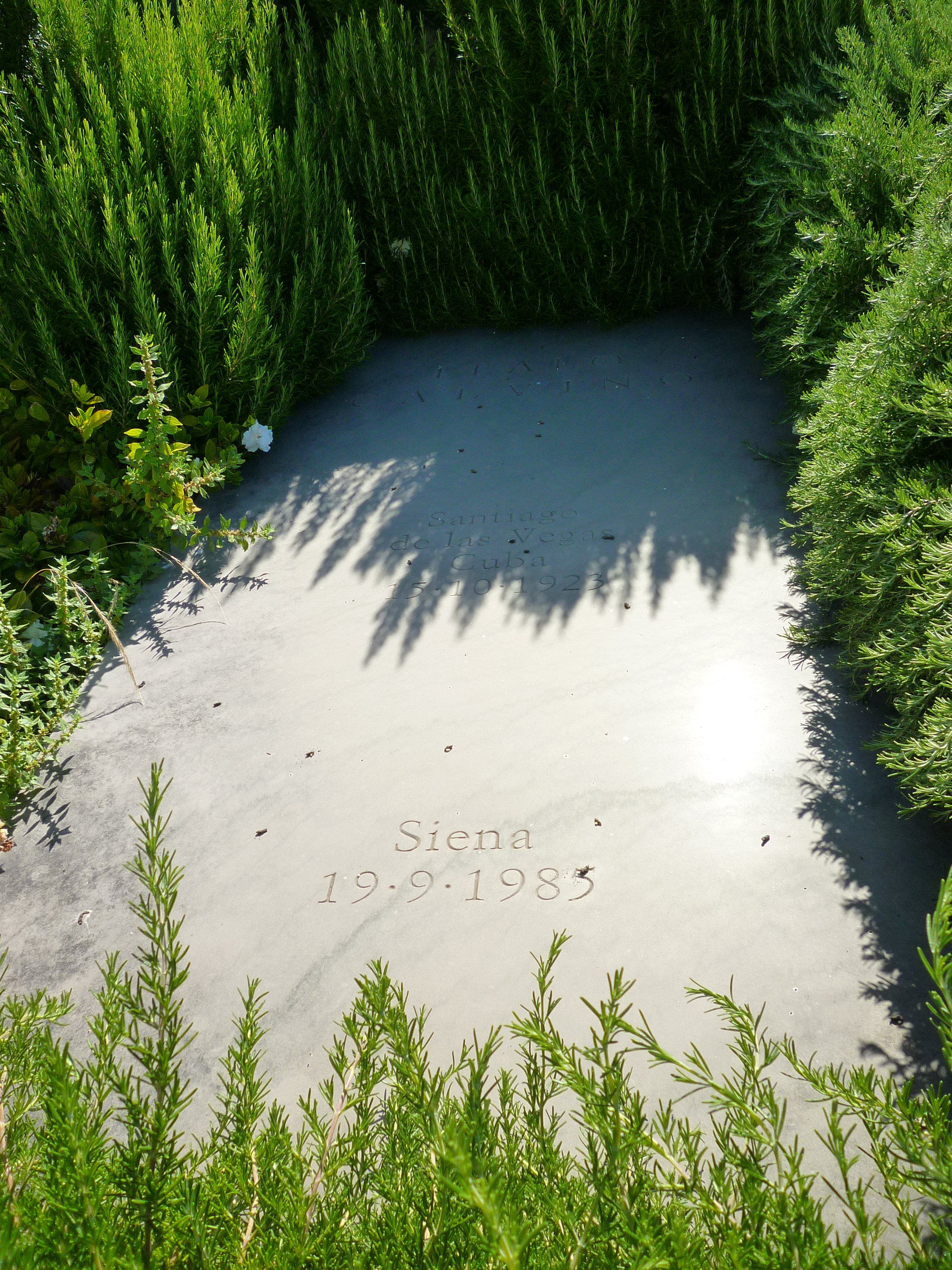
Tomba di Italo Calvino nel cimitero di Castiglione della Pescaia

## Il ricordo
Alla fine del 1985, subito dopo la sua scomparsa, per ricordarlo, alcuni suoi amici, tra cui Natalia Ginzburg, Norberto Bobbio, Lalla Romano, Cesare Segre e Massimo Mila, fondarono il Premio Italo Calvino. Dedicato alle opere prime di narrativa, il Premio si è affermato negli anni come il più importante in Italia per autori italiani inediti.
Poi, nel 1995, nel decennale della sua morte, la figlia Giovanna Calvino fu contattata dalle autorità cubane al fine di inaugurare, nel 1996, una grande lapide-ricordo nella casa natale di Italo Calvino, nel Giardino Botanico di Santiago de las Vegas, alla periferia dell'Avana. In tale occasione a Cuba sorse il comitato "Pro-Fondazione-Calvino". Tale istituzione nel 1996 dette vita al Premio Letterario Biennale Cubano Italo Calvino, riservato a giovani talenti cubani, per teatro, poesia, narrativa e saggistica.
Entrambi i suddetti Premi (in Italia e a Cuba) sono tuttora esistenti. Nel 2000 (ma anche nel 2003, 80º anniversario della sua nascita) nel Castillo del Morro dell'Avana, il governo cubano ha esposto una mostra fotografica bilingue (italo-spagnola) dedicata alla vita di Italo Calvino, e nel 2013 ha dichiarato l'anno 2013 "Anno di Italo Calvino a Cuba", in occasione della sua "Festa del 90º compleanno".

## Opere

### Romanzi
- Il sentiero dei nidi di ragno, Torino, Einaudi, 1947.
- Il visconte dimezzato, Torino, Einaudi, 1952.
- Il barone rampante, Torino, Einaudi, 1957, Premio Viareggio[46].
- La speculazione edilizia, Torino, Einaudi, 1958.
- Il cavaliere inesistente, Torino, Einaudi, 1959.
- I nostri antenati (Il cavaliere inesistente; Il visconte dimezzato; Il barone rampante), Torino, Einaudi, 1960.
- La giornata d'uno scrutatore, Torino, Einaudi, 1963.
- Le città invisibili, Torino, Einaudi, 1972.
- Il castello dei destini incrociati, Torino, Einaudi, 1973 (include anche La taverna dei destini incrociati, aggiunta dall'autore per questa edizione).
- Se una notte d'inverno un viaggiatore, Torino, Einaudi, 1979.
- Palomar, Torino, Einaudi, 1983.

### Raccolte di racconti
- Ultimo viene il corvo, Torino, Einaudi, 1949.
- La formica argentina, in Botteghe Oscure, n. 10, 1952.
- L'entrata in guerra, Torino, Einaudi, 1954.
- Fiabe italiane, raccolte dalla tradizione popolare durante gli ultimi cento anni e trascritte in lingua dai vari dialetti da I. Calvino, Torino, Einaudi, 1956.
- I giovani del Po, in "Officina", gennaio 1957-aprile 1958.
- I racconti, Torino, Einaudi, 1958.
- La gran bonaccia delle Antille, in "Città aperta", n. 4-5, 25 luglio 1957.
- Marcovaldo ovvero Le stagioni in città, Torino, Einaudi, 1963.
- La nuvola di smog e La formica argentina, Torino, Einaudi, 1965.
- Le cosmicomiche, Torino, Einaudi, 1965.
- Ti con zero, Torino, Einaudi, 1967.
- La memoria del mondo e altre storie cosmicomiche, Milano, Club degli Editori, 1968.
- Gli amori difficili, Torino, Einaudi, 1970.
- Cosmicomiche vecchie e nuove, Milano, Garzanti, 1984.
- Sotto il sole giaguaro, Milano, Garzanti, 1986.
- Flirt prima di battersi (1946): racconto inedito apparso sull'inserto culturale Robinson (La Repubblica) n. 180 del 16 maggio 2020; pubblicato in Il sentiero dei nidi di ragno, Collana Oscar moderni Cult, Mondadori, 2020.
- Il teatro dei ventagli, con i bozzetti di Mario Scialoja, a cura di Mario Barenghi, Collana Oscar Moderni, Milano, Mondadori, 2023, ISBN 978-88-047-7142-5.
- Un dio sul pero. Racconti e apologhi degli anni Quaranta, a cura di Bruno Falcetto, Collana Oscar Moderni, Milano, Mondadori, 2023, ISBN 978-88-047-6651-3.

### Saggi
- Taccuino di un viaggio in URSS di Italo Calvino, 21 articoli pubblicati su "l'Unità", 3 febbraio - 15 marzo 1952.
- Vittorini. Progettazione e letteratura, in "Il Menabò", n. 10, 1967; poi Milano, All'insegna del pesce d'oro, 1968.
- Appunti sulla narrativa come processo combinatorio, in "Nuova Corrente", n. 4647, 1968.
- Tarocchi. Il mazzo visconteo di Bergamo e New York, Parma, Ricci, 1969.
- Orlando furioso di Ludovico Ariosto raccontato da Italo Calvino con una scelta del poema, Torino, Einaudi, 1970.
- La tradizione popolare nelle fiabe, in Storia d'Italia, Vol.2, I documenti, Torino, Einaudi, 1973.
- Autobiografia di uno spettatore, in Federico Fellini, Quattro film. I vitelloni, La dolce vita, 8 1/2, Giulietta degli spiriti, Torino, Einaudi, 1974.
- Una pietra sopra. Discorsi di letteratura e società, Torino, Einaudi, 1980.
- Collezione di sabbia, Milano, Garzanti, 1984.
- Lezioni americane. Sei proposte per il prossimo millennio, Milano, Garzanti, 1988.
- Sulla fiaba, a cura di Mario Lavagetto, Torino, Einaudi, 1988.
- La strada di San Giovanni, Milano, Mondadori, 1990.
- Perché leggere i classici, Milano, Mondadori, 1991.
- Prima che tu dica «Pronto», Milano, Mondadori, 1993.
- Eremita a Parigi. Pagine autobiografiche, Milano, Mondadori, 1994. [lo scritto Eremita a Parigi, che dà il titolo alla raccolta postuma, fu pubblicato dalle Edizioni Pantarei di Lugano nel 1974]
- Mondo scritto e mondo non scritto, a cura di Mario Barenghi, Milano, Mondadori, 2002.
- Il libro dei risvolti, a cura di Chiara Ferrero, Torino, Einaudi, 2003. Edizione fuori commercio in 1000 copie.
- Il libro dei risvolti. Note introduttive, quarte di copertina e altre scritture editoriali, a cura di Chiara Ferrero e Luca Baranelli, Collana Oscar Cult, Milano, Mondadori, 2023, ISBN 978-88-047-6652-0.
- Un ottimista in America, 1959-1960, Milano, Mondadori, 2014, ISBN 978-88-046-4487-3.
- Prefazioni a Shakespeare, a cura di Luca Baranelli e Tommaso Munari, Torino, Einaudi, 2020. Edizione fuori commercio in 1000 copie.
- Dalla favola al romanzo. La letteratura raccontata da Italo Calvino, Prefazione e Introduzioni alle sezioni di Nadia Terranova, con la consulenza di Luca Baranelli e Gabriele Baldassari, illustrazioni di Andrea Antinori, Collana Contemporanea, Milano, Mondadori, 2021, ISBN 978-88-047-3209-9. [raccolta dei testi pubblicati su La Lettura, un'antologia in 3 volumi uscita per Zanichelli tra il 1969 e il 1972, più alcune pagine inedite su I Promessi Sposi]
- Guardare. Disegno, cinema, fotografia, arte, paesaggio, visioni e collezioni, a cura di Marco Belpoliti, Collana Oscar Moderni. Baobab, Milano, Mondadori, 2023, ISBN 978-88-047-6570-7.
- Il sorpasso, Collana Oscar moderni, Milano, Mondadori, 2024, ISBN 978-88-047-8745-7.

### Conversazioni
- Sono nato in America... Interviste 1951-1985, a cura di Luca Baranelli, Introduzione di Mario Barenghi, Collana La rosa, Milano, Mondadori, 2012, ISBN 978-88-046-2117-1; con l'aggiunta di un'intervista a William Weaver, Collana Oscar Moderni. Baobab, Milano, Mondadori, 2022, ISBN 978-88-047-5234-9.

### Raccolte
- Romanzi e racconti, ed. diretta da Claudio Milanini, Collezione I Meridiani, Mondadori, 1991-1994. 
  - I, a cura di Mario Barenghi e Bruno Falcetto, prefazione di Jean Starobinski, introduzione di Claudio Milanini, Milano, I Meridiani Mondadori, 1991. [contiene: Il sentiero dei nidi di ragno; Ultimo viene il corvo; Il visconte dimezzato; La formica argentina; L'entrata in guerra; Il barone rampante; La speculazione edilizia; La nuvola di smog; Il cavaliere inesistente; Marcovaldo ovvero Le stagioni in città; Prefazioni e note d'autore]
  - II, a cura di Mario Barenghi e Bruno Falcetto, introduzione di Claudio Milanini, Milano, Mondadori, 1992. [contiene: La giornata d'uno scrutatore; Le Cosmicomiche; Ti con zero; Le città invisibili; Il castello dei destini incrociati; Se una notte d'inverno un viaggiatore; Palomar; da I racconti (sezione Gli idilli difficili); da Gli amori difficili; da La memoria del mondo e altre cosmicomiche; da Cosmicomiche vecchie e nuove; Prefazioni e note d'autore]
  - III, Racconti sparsi e altri scritti d'invenzione, a cura di Mario Barenghi e Bruno Falcetto, introduzione di Claudio Milanini, Milano, Mondadori, 1994. [contiene: Ricordi-racconti per Passaggi obbligati; Altri ricordi, altre confessioni; Capitoli per Dialoghi storici; Racconti e apologhi sparsi; Poesie e invenzioni oulipiennes; Storie per bambini; Guardando disegni e quadri; Prose di teatro, trattamenti e sceneggiature; Testi per musica; Raccontini giovanili; Racconti esclusi da I racconti; Prove di romanzo; Abbozzi, rifacimenti, traduzioni]
- Saggi 1945-1985, a cura di Mario Barenghi, 2 tomi, Collezione I Meridiani, Milano, Mondadori, 1995. [contiene: Una pietra sopra; Collezione di sabbia; Lezioni americane; Narratori, poeti, saggisti; Altri discorsi di letteratura e società; Immagini e teorie; Scritti di politica e costume; Descrizioni e reportages; Pagine autobiografiche]
- Lettere 1940-1985, a cura di Luca Baranelli, introduzione di Claudio Milanini, Collezione I Meridiani, Milano, Mondadori, 2000.

### Curatele
- Rivista Il Menabò (1959-1966)
- Cesare Pavese, Poesie edite e inedite, Torino, Einaudi, 1962.
- Cesare Pavese, Lettere 1924-1950, II, Lettere 1945-1950, Torino, Einaudi, 1966.
- Charles Fourier, Teoria dei quattro movimenti, Il nuovo mondo amoroso e altri scritti sul lavoro, l'educazione, l'architettura nella società d'Armonia, Torino, Einaudi, 1971.
- Collana "Centopagine" di Einaudi (1971-1985)
- Silvina Ocampo, Porfiria, Torino, Einaudi, 1973.
- Tommaso Landolfi, Le più belle pagine di Tommaso Landolfi, Milano, Rizzoli, 1982.
- Racconti fantastici dell'Ottocento, 2 voll., Milano, A. Mondadori, 1983.

### Epistolari
- I libri degli altri, lettere 1947-1981, a cura di Giovanni Tesio, con una Nota di Carlo Fruttero, Collana Supercoralli, Torino, Einaudi, 1991, ISBN 978-88-061-2405-2; nuova edizione riveduta, Prefazione, nota al testo e curatela di Giovanni Tesio, Collana Oscar Cult, Milano, Mondadori, 2022, ISBN 978-88-047-4891-5.
- Lettere 1940-1985, a cura di Luca Baranelli, Introduzione di Claudio Milanini, Collana I Meridiani, Milano, Mondadori, 2000, ISBN 978-88-044-7901-7.
- I. Calvino-Leonardo Sciascia, L'illuminismo mio e tuo. Carteggio 1953-1985, Collana Oscar Moderni, Milano, Mondadori, 2023, ISBN 978-88-047-5659-0.
- Lettere a Chichita 1962-1963, a cura di Giovanna Calvino, Collana Oscar Moderni, Milano, Mondadori, 2023, ISBN 978-88-047-8495-1.

### Traduzioni
- Raymond Queneau, I fiori blu, Torino, Einaudi, 1967.
- Raymond Queneau, La canzone del polistirene, Milano, Scheiwiller, 1985.

### Altro
- Album Calvino, a cura di Luca Baranelli ed Ernesto Ferrero, Collana Album dei Meridiani, Milano, Mondadori, 1995, ISBN 978-88-044-0500-9. - Collana Oscar Grandi classici n.91, Mondadori, 2003, ISBN 978-88-045-2108-2; Collana Oscar Baobab. Moderni, Mondadori, 2022, ISBN 978-88-047-6616-2.

### Opere per musica
- La panchina. Opera in un atto, su musica di Sergio Liberovici, Torino, Toso, 1956.
- La vera storia, musica di Luciano Berio, Milano, Edizioni del Teatro alla Scala, 1982.
- Un re in ascolto, musica di Luciano Berio, Milano, Universal Edition, 1983.

### Canzoni
- Dove vola l'avvoltoio?[47]
- Il padrone del mondo
- Oltre il ponte[48]
- Canzone triste[49]
- Il sentiero

Tutte le canzoni sono musicate da Sergio Liberovici. Alcune sono state incise dai Modena City Ramblers e da Grazia Di Michele.

## Filmografia
Calvino è stato autore del soggetto o della sceneggiatura di alcune pellicole, mentre altre sono state tratte da sue opere e altre ancora sono dedicate alla sua figura:
- L'idea di base de I soliti ignoti (1958) di Mario Monicelli è tratta dal racconto Furto in una pasticceria, contenuto in Ultimo viene il corvo[50]
- L'amore difficile, episodio L'avventura di un soldato, regia di Nino Manfredi (1962), con sceneggiatura di Fabio Carpi, Nino Manfredi, Giuseppe Orlandini e Ettore Scola
- Boccaccio '70, episodio Renzo e Luciana, tratto da L'avventura di due sposi, regia di Mario Monicelli (1962). Sceneggiato dallo stesso Calvino con Giovanni Arpino, Suso Cecchi D'Amico e Mario Monicelli, l'episodio fu però soppresso nella copia presentata a Cannes e poi distribuita all'estero per ricondurre il film ad una durata più breve.
- Ti-Koyo e il suo pescecane (Tiko and the Shark), regia di Folco Quilici (1964), ispirato anche al romanzo Ti-Koyo et son requin, di Clement Richter
- America paese di Dio, regia di Luigi Vanzi (1967), testo racchiuso nel volume postumo Un ottimista in America
- Il cavaliere inesistente, film misto a cartoni animati, per la regia di Pino Zac (1969) e sceneggiatura dello stesso regista e di Tommaso Chiaretti
- Marcovaldo, sceneggiato per la televisione, regia di Giuseppe Bennati (1970), con Nanni Loy, tratto dagli omonimi racconti
- L'avventura di un fotografo, mediometraggio per la TV, regia di Francesco Maselli (1983)
- Il film Palookaville (1995), diretto da Alan Taylor, è liberamente ispirato al racconto breve Ultimo viene il corvo
- Calvino compare nel film documentario Fellini - Sono un gran bugiardo (Fellini: Je suis un grand menteur), regia di Damian Pettigrew (2002)
- Lo specchio di Calvino / Dans la peau d'Italo Calvino, regia di Damian Pettigrew con Neri Marcorè nel ruolo di Calvino (documentario, 2012)

## Prosa radiofonica RAI
- La formica argentina, racconto, Programma nazionale, con Adolfo Geri, Renata Negri, Gino Mavara, Wanda Pasquini e altri, trasmesso il 21 maggio 1965.

## Onorificenze
A Italo Calvino sono stati dedicati il pianetino n. 22370 scoperto dall'Osservatorio Bassano Bresciano (22370 Italocalvino) e il cratere Calvino, di 68 km di diametro, sul pianeta Mercurio.
Ai due fratelli Calvino è stato intitolato l'ecoistituto di Reggio Emilia e Genova.